# Filipohuťský potok

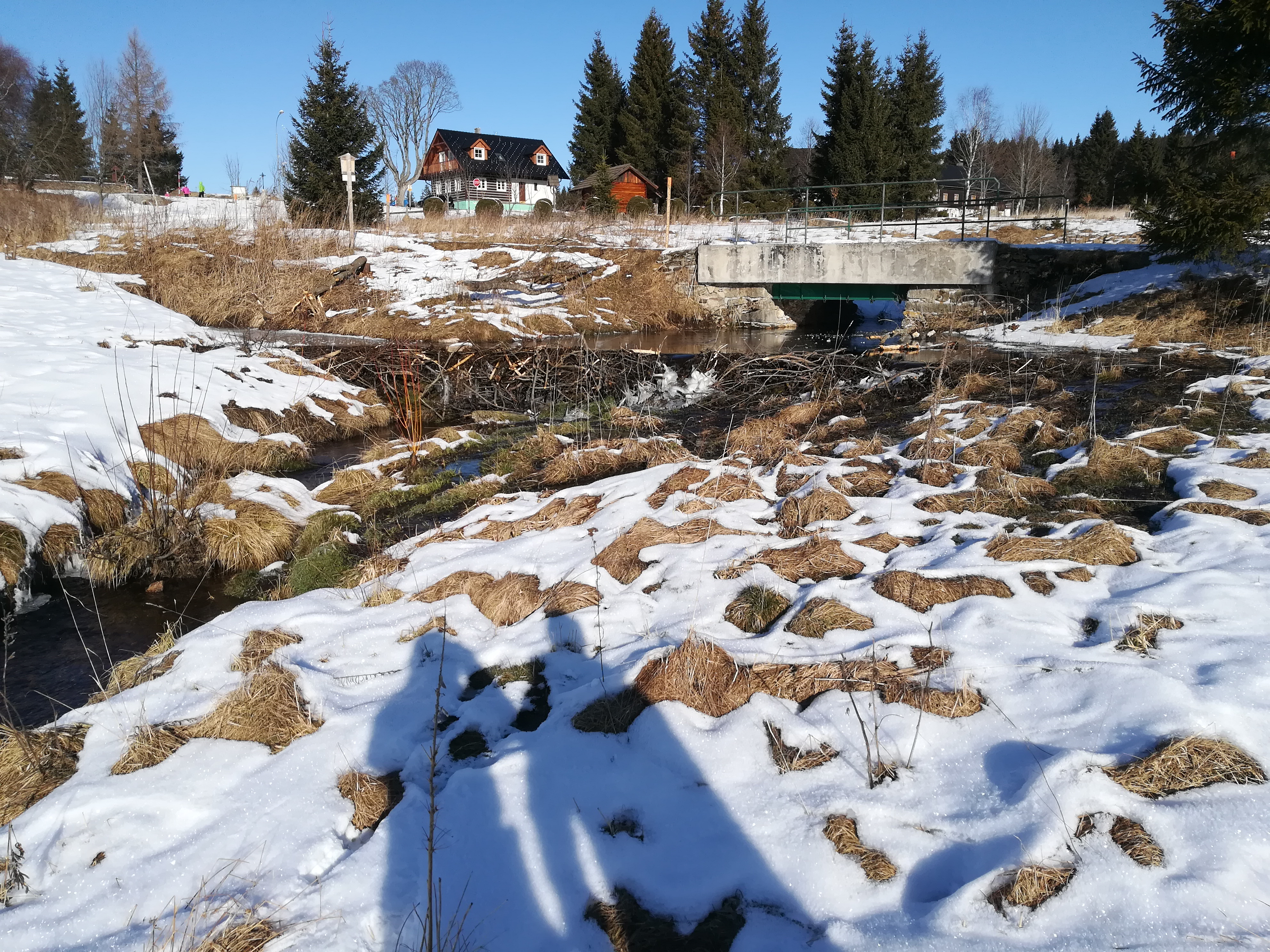
Filipohuťský potok. V popředí je vidět zřetelně bobří hráz

Filipohuťský potok nebo také Filipský potok je jedním ze tří potoků, které svým společným soutokem dávají vzniknout šumavské řece Vydře. Délka toku činí 4,9 km.

## Průběh toku
Filipohuťský potok pramení přibližně 3 km východně od Modravy v rozsáhlé Tetřevské slati. Od pramene až k soutoku s Modravským a Roklanským potokem v Modravě teče západním až jihozápadním směrem.